# アグネス・ベリエソン
アグネス・ベリエソン（Agneta "Agnes" Fredrika Börjesson、1827年5月1日 - 1900年1月26日）は、スウェーデンの画家である。

## 略歴
ウプサラで生まれた。母親はスウェーデンの貴族フォック家の出身で、父ヨハン・ベリエソンは聖職者から文学者になり、スウェーデン王立アカデミーの会員に選ばれた人物である。
アグネス・ベリエソンは、それまで女性の入学を認めなかったスウェーデン王立美術院に、アマーリア・リンドグレーンらとともに、1849年に特例で学ぶことを許された4人の学生の一人となった。美術院を卒業した後、1852年からデンマークでコンスタンティン・ハンセンに学び、その後、スウェーデンの画家、ヨハン・クリストファ・ボクルンドの指導を受けた。さらにパリやデュッセルドルフでも学んだ。デュッセルドルフでは1865年頃、ベンジャミン・ヴォーティエに学び、歴史に題材を取った絵画も描いた。
19世紀のスウェーデンの多くの芸術家と同じように、国外で活動した。ベリエソンはイタリアを拠点に多くの国を旅したが、母国スウェーデンの王立美術院の展覧会には1850年代から1880年代の間、出展し、1897年のストックホルム芸術・工業展覧会（Allmänna konst- och industriutställningen）にも出展した。1872年に王立美術院の会員に選ばれた。
作品はスウェーデン国立美術館やマルメ美術館に収められている。

## 作品画像
- ヴェネツィアの運河の風景